# くすみ書房

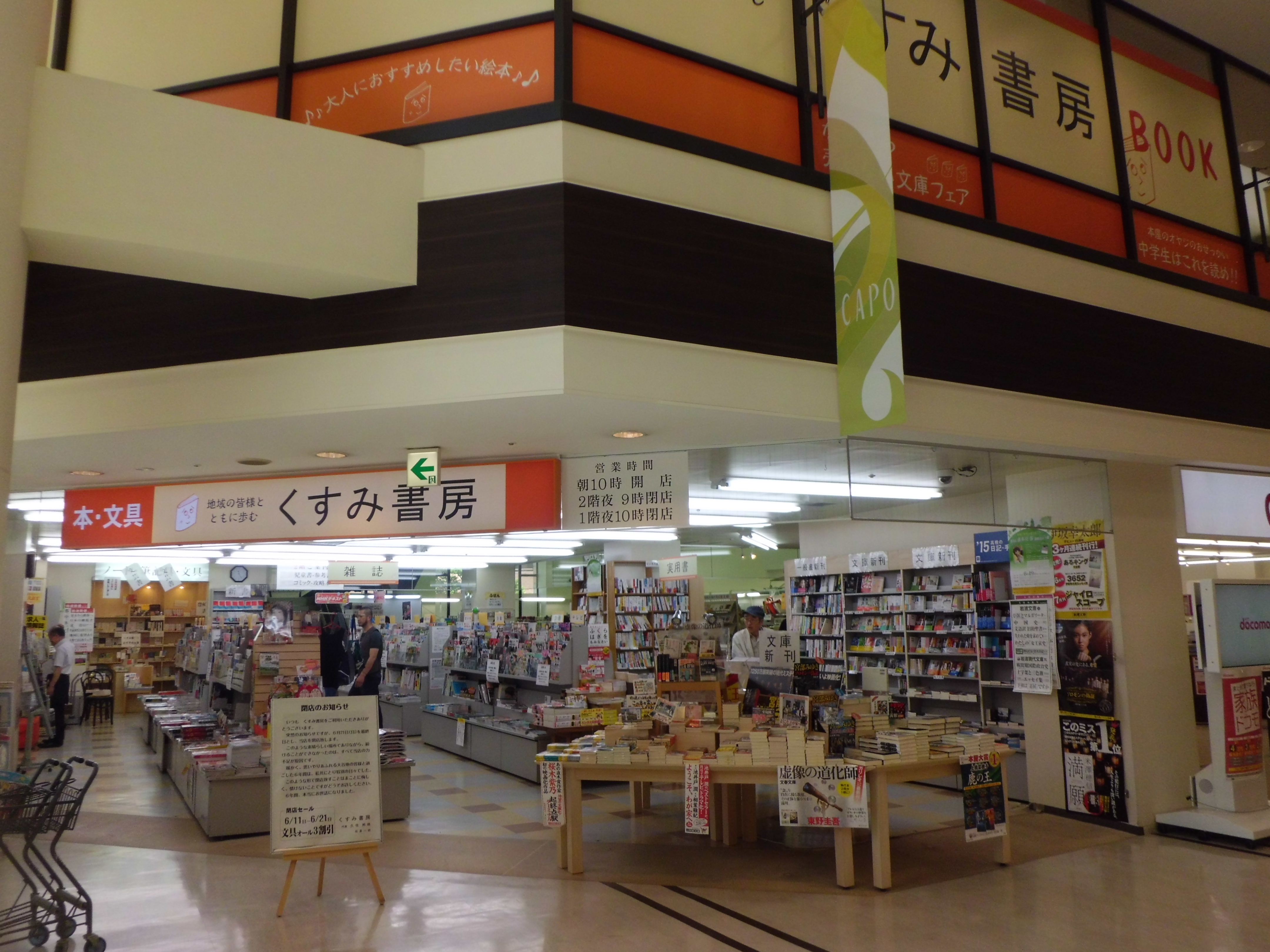
大谷地店

くすみ書房（くすみしょぼう）は、かつて存在した北海道札幌市の書店。

## 概要
創業は1946年（昭和21年）9月。1958年（昭和33年）4月には、経営企業として株式会社「久住書房」が設立した。所在地は札幌市西区琴似2条7丁目2-5（現在はセイコーマート琴似2条店）で、商店街の一等地だった。
1999年（平成11年）、創業者である父の後を継いで久住邦晴が2代目社長に就任する。しかしこの年、札幌市営地下鉄東西線の終点が琴似駅から宮の沢駅まで延伸され、それに伴って繁華街も琴似から移動したため、集客力が低下。書籍のインターネット通信販売の普及という時流もあいまって経営危機に陥った。
そこで2003年（平成15年）、「なぜだ!?売れない文庫フェア」と銘打ち、良質だが手に取られることの少ない本を主題とした企画を実施。このユニークな取り組みがマスコミからの注目を集めたために売り上げが回復した。この試みは、国際基督教大学図書館の「誰も借りてくれない本フェア」をはじめ全国の図書館で追随企画を生んだ。その後も「中学生はこれを読め！フェア」を実施したり、2005年（平成17年）には店舗の地下にブックカフェを開設するなど、独自の活動を精力的に続けた。
2009年（平成21年）には厚別区大谷地に店舗を移転し、大谷地駅直結「CAPO大谷地」の一角で再起を図る。それでも出版不況下での経営は厳しく、2015年（平成27年）6月21日をもって閉店し、同年6月29日に札幌地方裁判所から破産手続開始決定を受けた。撤退後の跡地にはレストラン「サイゼリヤ」（1階）とクワザワリフォームセンター（2階）が入居している。久住書房は2016年（平成28年）4月8日に法人格が消滅した。
久住邦晴は閉店後も書店再開を模索し中高生を主対象に据え粗利3割・少ない在庫数・無借金・少ない固定費といった形での持続可能な経営計画を構想していたものの、2017年8月28日に肺癌のため死去した。1周忌となる2018年8月28日に、生前の手記をもとにした『奇跡の本屋をつくりたい　くすみ書房のオヤジが残したもの』がミシマ社より刊行された。邦晴の長女である写真家・美術作家のクスミエリカは「病気で動けなくなってからも父は棚一つでもいいから本屋をやりたいと話していた」と晩年を述懐している。